# Lila Leeds
Lila Leeds (28 de enero de 1928-15 de septiembre de 1999) fue una actriz de cine estadounidense.

## Biografía y carrera
Nacida como Lila Lee Wilkinson en Iola, Kansas, Leeds huyó de su casa cuando era adolescente. Trabajó como bailarina en San Luis, antes de mudarse a Los Ángeles. Cuando trabajaba como chica del guardarropa en Ciro's, conoció al actor, compositor, cantante y director de orquesta Jack Little, quien estaba casado. Su matrimonio se anuló cuando Leeds descubrió que él lo seguía estando. Tras tomar un curso de actuación en la Bliss-Hayden School of Acting, Leeds firmó con Metro-Goldwyn-Mayer para obtener papeles en varias películas.
Leeds figuró en la película de Red Skelton The Show-Off (1946), Lady in the Lake (1947) —basada en una historia de Raymond Chandler— y en Green Dolphin Street con Lana Turner, donde interpretó a una euroasiática que droga al protagonista y lo secuestra por su dinero. El 1 de septiembre de 1948 Leeds se hizo conocida cuando fue arrestada junto con Robert Mitchum por posesión de marihuana. Pasó posteriormente sesenta días presa por dicha acusación. Considerada similar a Lana Turner en apariencia, Leeds tenía 20 años y ya estaba comprometida con el exmarido de esta, Stephen Crane en la época de su arresto. Cheryl Crane, la hija de Turner y Stephen, escribió que Leeds probó la marihuana por primera vez con los integrantes de la orquesta de Stan Kenton y que conoció la heroína en prisión. Tras esto, Stephen Crane voló a Europa para no verse envuelto en el escándalo. Aunque protagonizó el filme de estilo Reefer Madness She Shoulda Said No! (1949) tras ser puesta en libertad, su carrera actoral estaba destruida.

## Últimos años y muerte
Leeds dejó California en 1949 y se mudó al medio oeste, donde trabajó en clubes nocturnos, se casó y divorció dos veces y tuvo tres hijos —Shawn, Ivan y Laura—. Posteriormente regresó a Los Ángeles en 1966, donde comenzó a estudiar religión y fue voluntaria en misiones evangélicas locales. Según el Social Security Death Index de Estados Unidos, Lila W. Leeds murió el 15 de septiembre de 1999.

## Filmografía
| Año  | Título                        | Papel                   | Notas                     |
| ---- | ----------------------------- | ----------------------- | ------------------------- |
| 1946 | I Love My Husband, But!       | Rubia con sombrero      | No figuró en los créditos |
| 1946 | The Show-Off                  | Flo                     |                           |
| 1947 | Lady in the Lake              | Recepcionista           |                           |
| 1947 | Green Dolphin Street          | Mujer euroasiática      | No figuró en los créditos |
| 1947 | Always Together               | Rubia                   | No figuró en los créditos |
| 1948 | April Showers                 | Mujer de alta sociedad  | No figuró en los créditos |
| 1948 | So You Want to Be a Detective | Veronica Vacuum         | No figuró en los créditos |
| 1948 | Moonrise                      | Julie                   |                           |
| 1949 | City Across the River         | Personaje indeterminado | No figuró en los créditos |
| 1949 | She Shoulda Said No!          | Anne Lester             |                           |
| 1949 | The House Across the Street   | Billie Martin           | No figuró en los créditos |